# Dům U pelikána (Liberec)
Dům U pelikána v Liberci je historický měšťanský dům z roku 1803 postavený v pozdně barokním až klasicistním slohu. Objekt se nachází v ulici Na Perštýně 243/15-IV, v městské části Liberec IV-Perštýn. Objekt je chráněn jako kulturní památka.

## Historie

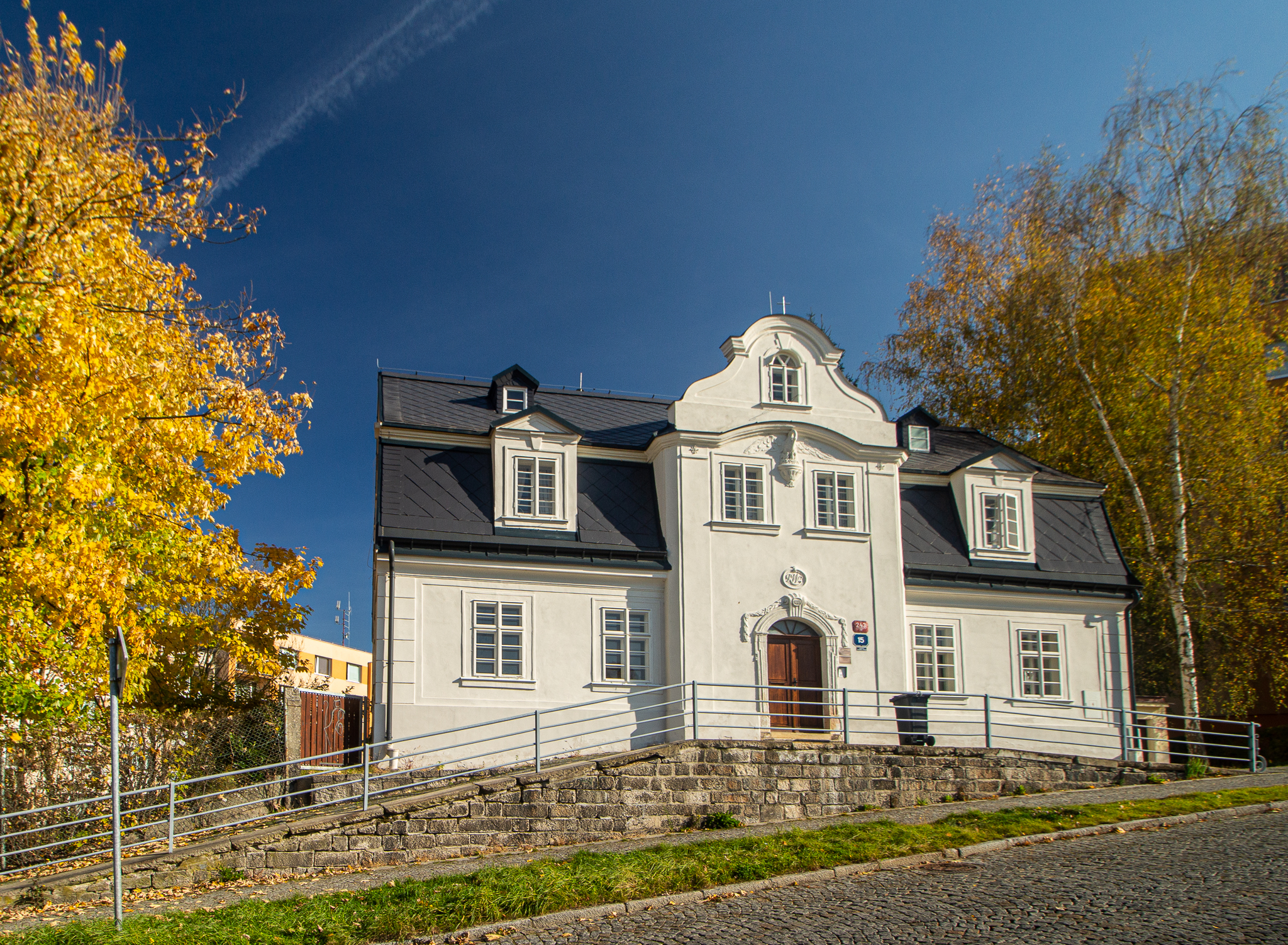
Dům U pelikána

Poněkud stranou centra města stojící měšťanský rodinný dům U pelikána. Pozdně barokní až klasicistní patrová budova s mansardovou střechou s podkrovím si v roce 1803 si ho nechal postavit barvíř Andreas Altmann podle návrhu místního stavitele Jana Karla Kuntzeho (1769–1806), syna architekta Jana Josefa Kuntzeho, který byl autorem například libereckého kostela sv. Kříže.
Dům U pelikána stojí ve svažitém terénu na kopci Perštýn poněkud osamoceně, čehož jsou důvodem rozsáhlé demoliční práce prováděné v těchto místech ve druhé polovině 20. století.
Svůj název dostal dům podle reliéfu pelikána s roztaženými křídly na středovém rizalitu nad vstupem do domu. Pod ním je umístěn medailon s iniciálami R. W., která odkazují na počáteční písmena architekta Rudolfa Wichery, který dům v roce 1923 koupil a celkově přestavěl. Zcela nový charakter po přestavbě získala střecha a šindelová krytina byla vyměněna za břidlicovou.
V roce 1929 dům vlastnili manželé Otmerovi, kteří v přízemí na severní straně provozovali obchod. Po roce 1945 byl obchod zrušen a dům byl prohlášen za památkově chráněný.
V současnosti slouží jako obytný dům a část využívá sekulární řád františkánů, který odsud spravuje farnosti děkanství Liberec-Rochlice.